# Przewód przyuszniczy
Przewód przyuszniczy, przewód Stenona, przewód Stensena (ductus parotideus) – przewód wyprowadzający ślinianki przyusznej (przyusznicy), którym gruczoł ten odprowadza wytwarzaną przez siebie ślinę do jamy ustnej.
Przebieg przewodu przyuszniczego zależy od rozpatrywanego taksonu. Miejscem ujścia gruczołu Stenona jest przedsionek policzkowy jamy ustnej. Leży tam brodawka przyusznicza, na której rzeczony gruczoł uchodzi. Jej położenie ponownie zależy od opisywanego taksonu.
Niewielkie przeżuwacze cechują się krótkim przewodem przyuszniczym, zmierzającym najkrótszą drogą do swego ujścia: idzie powierzchownie, poprzez mięsień żwacz ku ścianie policzka. U kozy przebicie leży na wysokości zęba policzkowego górnego 3, u owcy zaś 4. U bydła ma on znacznie dłuższy przebieg, podobnie jak u świni czy też konia. U zwierząt tych zaczyna się po przyśrodkowej stronie kąta żuchwy, przechodząc na stronę zewnętrzną tej kości na wysokości wcięcia naczyń twarzowych. Dalej idzie na skos grzbietowo i dziobowo. U bydła przebija policzek na wysokości 5 zęba policzkowego, u świni 3.-4., 3. zaś u konia. Anatomia obserwowana u drapieżnych przywodzi na myśl spotykaną u niewielkich przeżuwaczy. U kota przewód ten przebija struktury policzka na wysokości 2 górnego zęba policzkowego, a u psa na wysokości 3. U człowieka uchodzi na wysokości górnego drugiego zęba trzonowego, przebijając mięsień policzkowy.